# 사랑할거야
《사랑할거야》는 1989년 12월에 발매된 가수 이상은의 정규음반 2집이다. 1집을 강인원 한 사람에게 의존했었던데 비해 2집은 여러 작곡가들에게 디렉팅을 받으며 보컬도 다양한 호흡으로 각 곡의 개성을 살리는데 주력한, 대중적이고도 팝성향이 두드러진 음반이다. 아이돌 스타 이상은이 2집 앨범 발매하기 전 먼저 발표해서 부른 노래가 있는데 바로 자작곡 <아오아오아>. 원치 않은 결혼을 하게 되는 여인이 숲에 숨어 운다는 내용을 흥겨운 리듬으로 불렀는데, 실제로는 하고 싶은 음악을 마음껏 할 수 없었던 이상은 자신의 허탈한 마음을 담은 곡이라고 한다. 이 노래는 방송 버전과는 다르게 앨범에는 1:41초의 짧은 곡으로 실렸다. 2집 발매 후 예전처럼 밝은 분위기의 타이틀곡 '사랑할거야'가 히트하며 KBS 가요톱텐 순위 2위까지 오르지만 곡인기가 차츰 사그라들 때 즈음 표절시비로 얼룩지면서 후속곡으로 자신이 작사한 '그대떠난 후'로 활동을 하게 되는데, 이 노래도 방송에서는 새롭게 편곡된 버전으로 불렀다. 그리고 이시기의 이상은은 성대결절로 목 상태가 좋지 않았음에도 활동을 강행 해야했고, 결국 여러가지로 연예계 생활에 회의를 느낀 이상은이 유학을 떠나는 계기가 되었던 앨범이기도 하다.

## 수록곡
| #   | 제목                                                 | 작사   | 작곡   | 재생 시간 |
| --- | ---------------------------------------------------- | ------ | ------ | --------- |
| 1.  | 〈사랑할거야〉                                       | 최봉   | 원경   | 3:40      |
| 2.  | 〈눈뜨면 사랑이예요〉                                | 강인원 | 강인원 | 4:14      |
| 3.  | 〈추억만은 남아요〉                                  | 김남균 | 김남경 | 3:35      |
| 4.  | 〈소중한 사랑〉                                      | 주찬권 | 주찬권 | 3:28      |
| 5.  | 〈휴〉                                               | 김남균 | 김남경 | 3:23      |
| 6.  | 〈아오아오아〉                                       | 이상은 | 이상은 | 1:41      |
| 7.  | 〈언아그듣〉 (언제나 아침이면 그대 목소리 듣고 싶어) | 강인원 | 강인원 | 4:02      |
| 8.  | 〈그대 떠난후〉                                      | 이상은 | 박정원 | 3:45      |
| 9.  | 〈이별뒤의 그리움〉                                  | 박정원 | 박정원 | 4:25      |
| 10. | 〈혼자 있는 건〉                                     | 주찬권 | 주찬권 | 4:16      |
| 11. | 〈야간 비행〉                                        | 정형근 | 정형근 | 5:00      |

## CREDITS
- 레코딩 엔지니어 : 장정관
- 레코딩 스튜디오 : 서울 스튜디오

- 편곡 / 주찬권, 조동익, 이호준, 정형근, 강인원, 김남경
- 디자인 / MACS 이우성
- 사진 / 문복애
- 기술 / 장정관, 최세영(아오아오아,이별뒤의 그리움, 그대떠난후)
- 제작 / 김진성
- Mistsubishi Digital (서울스튜디오), Sony Digital (지구레코드 스튜디오)

- 키보드 / 이호준, 정수현, 김현철, 이시우, 최태완, 김동성
- 기타 / 함춘호, 박청귀, 손진태, 조준형
- 베이스 / 조동익, 성균, 신현권
- 드럼 / 주찬권, 김희연, 문영배, 강윤기
- 코러스 / 장필순
- 피아노 / 변성용

## 관련자료
- '아오아오아' 영상
- '사랑할거야' 영상
- '사랑할거야' 편집영상
- '그대떠난 후' 영상
- '그대떠난 후' 다른 퍼포먼스
- 1989년 연예가중계 인터뷰영상